# Рома Роверз
Футбольний клуб «Рома Роверз» або просто «Рома Роверз» (англ. Roma Rovers Football Club) — футбольний клуб з міста Масеру. 

## Історія
Футбольний клуб «Рома Роверз» був заснований в приміському поселенні Рома столиці держави місті Масеру і зіграв декілька сезонів в Прем'єр-лізі Лесото, завоювавши  єдиний чемпіонський титул у своїй історії в сезоні 1995/96 років. Команда не грає у вищому дивізіоні починаючи з сезону 2009/10 років, коли в лізі було скорочено кількість команд-учасниць.
Футбольний клуб «Рома Роверз» став першим представником Лесото, який виступав у оновленій Лізі чемпіонів КАФ, в якій вони були усунені в першому раунді представником Південної Африки Орландо Пайретс.

## Досягнення
- Прем'єр-ліга
  -  Чемпіон (1): 1995/96

## Фанати
Переважна більшість уболівальників клубу—студенти, які навчаються у Національному університеті Лесото.

## Статистика виступів на континентальних турнірах
| Сезон | Турнір             | Раунд      | Клуб                | Вдома | На виїзді | Загальний |
| ----- | ------------------ | ---------- | ------------------- | ----- | --------- | --------- |
| 1997  | Ліга чемпіонів КАФ | Попередній | Лімбе Ліф Вондерерз | 5-1   | 0-1       | 5-2       |
| 1997  | Ліга чемпіонів КАФ | 1          | Орландо Пайретс     | 0-0   | 0-1       | 0-1       |